# 1886 v loďstvech
Tento článek obsahuje významné události v oblasti loďstev v roce 1886.

## Lodě vstoupivší do služby
- 1. dubna –  SMS Leopard – chráněný křižník třídy Panther
- 8. dubna –  SMS Oldenburg – pancéřová loď